# Салливан, Патрик (футболист)
Па́трик Са́лливан (родился 30 октября 1982 года в Дублине) — ирландский защитник, на данный момент решил отдохнуть от футбола, последним клубом игрока был Лонгфорд Таун.

## Карьера
Салливан начал свою карьеру в 2002 году, подписав контракт со столичным ирландским футбольным клубом ЮКД. Через два года он перешёл в другой ирландский клуб — «Дроэда Юнайтед», где провёл год, при этом почти не имея игровой практики. Салливану не нравилось это, и он перешёл в «Лонгфорд Таун», где, по его мнению, он мог регулярно выходить на поле. В конце 2007 года он снова сменил команду, перейдя в «Корк Сити». За этот клуб он выступал до 2009 года. 31 июля 2009 года ирландец он подписал контракт с «Шемрок Роверс» на два с половиной года.
Свой первый гол за «Роверс» Салливан забил своему бывшему клубу в октябре 2009 года.
25 августа 2011 года Патрик забил важный гол в ворота белградского «Партизана» в отборочном матче Лиги Европы. Его мяч стал победным и вывел «Шемрок Роверс» в групповой этап турнира.
С 2014 по 2015 годы играл первой лиге чемпионата Ирландии за Лонгфорд Таун.

## Достижения
Чемпион Ирландии: 2
- Шемрок Роверс — 2010, 2011

/Обладатель Кубка Ирландии: 1
- Дроэда Юнайтед — 2005

/Обладатель Кубка Сетанта: 4
- Дроэда Юнайтед — 2006
- Корк Сити — 2008
- Шемрок Роверс — 2011, 2013